# 비보발렌티아도
비보발렌티아도(이탈리아어: Provincia di Vibo Valentia)은 이탈리아 남부 칼라브리아주의 현이다. 도청 소재지는 비보발렌티아이다. 면적은 1,139 km2, 인구는 168,894(2005)이다.